# پین‌هوک کورنرز (اوکلاهما)
پین‌هوک کورنرز (به انگلیسی: Pinhook Corners) یک منطقهٔ مسکونی در ایالات متحده آمریکا است که در شهرستان سکویا، اکلاهما واقع شده‌است. پین‌هوک کورنرز ۲۵٫۰ کیلومتر مربع مساحت و ۱۶۱ نفر جمعیت دارد و ۲۱۱ متر بالاتر از سطح دریا واقع شده‌است.